# Kun Miklós (jogász)
Kun Miklós, kókai (Miskolc, 1812 – Miskolc, 1875. április 13.) magyar jogász, politikus, nemzetőr hadnagy, helytörténész.

## Élete
Luteránus családban született. A Kun nemzetség kókai ágából származó családja a 18. században települt be a városba. Fiútestvére Kun János (1820–1886) jogász és Kun Lajos (1821–1882), Borsod vármegye táblabírája, húga Kun Judit (hat éven át volt Szemere Bertalan menyasszonya, de házasság nem lett a jegyességből). Fiai Árpád (†1907) és Géza (†1904), lányai Ilona és Zsuzsanna.
Középiskolai tanulmányait a miskolci evangélikus főgimnáziumban végezte, majd Eperjesen jogot tanult. Az ügyvédi vizsgát ugyan letette, de a joggal ezután már nem foglalkozott, annál inkább érdekelte a politika. A liberális eszmék vonzották, és gyorsan a miskolci liberális ifjuság egyik vezéralakja lett. Testvérével, Jánossal együtt tagja, vezetője volt a Kossuth Lajos nézetei mellett elkötelezett „Major utcai tudós társaság”. 1840-ben ő üdvözölte a Miskolcra látogató Kossuthot. Az ifjak a Kossuth eszméit hirdető Szemere Bertalant támogatták, és hathatós közreműködésükkel Szemerét előbb országgyűlési követté, majd 1846-ban alispánná választották.
1841-ben közhivatalt vállalt, Soltész Nagy Jánossal szemben (1057/445 szavazataránnyal) Miskolc város főbírája lett. E funkciójában támogatta a gyermeknevelést (a kiskisdedóvó 1842-ben, a mai Dózsa György utcán nyílt meg), az okszerű gazdálkodást és a növénynemesítést, a dinnyetermesztés hazai megteremtését Szontagh Gusztáv által, valamint finanszírozta a miskolci színházat (az akkori színház épülete a mai Déryné utca 3. szám alatt állt, és a mai Magyarország első kőszínháza volt). Ő kezdeményezte először, még a forradalom előtt, hogy Kossuth Lajosnak szobrot állítsanak Miskolcon (az egész alakos szobor csak jóval később, 1898-ban valósult meg). Az ellenzék kezdettől fogva erőteljesen – nem egyszer nemtelen eszközökkel – támadta Kun Miklóst, illetve rajta keresztül Szemere Bertalant. Ennek ellenére az 1842. december 27-i tisztújításkor ismét őt választották főbíróvá. Az 1843. évi nagy miskolci tűzvész után azonban újult erővel támadták a biztosítások elmaradása és a segélyek nem megfelelő felhasználása miatt. A megyei közgyűlés politikai indíttatásúnak tartotta a támadásokat, ezután az ellenzék azonban koholt vádakkal egyenesen a nádorhoz fordult. Ez a támadás már sikeres volt, József nádor 1844. június 21-i levelében felmentette tisztségéből a főbírót. A tényleges felmentés a többszöri fellebbezések miatt 1845. február 12-én lépett életbe. Kun Miklós még főbíró korában írta meg nagy művét, a Miskolcz' múltja 's jelenje tekintettel jövőjére című várostörténeti kiadványt, ami csöglei Tóth Lajos nyomdájában készült el. Munkájához a város levéltári anyagát használta fel, de előtte még – részben saját költségén – rendbe kellett hoznia az elhanyagolt állapotban lévő levéltárat. A mai szemmel vékonyka, mindössze 50 oldalas kötetet Szendrei János, a következő Miskolc-monográfia szerzője is értékelte, és adatait, megállapításait felhasználta saját munkájában is. Később Veres László így méltatta az anyagot: „…ez volt az első olyan munka, amely Miskolc átfogó történelmét szolgáltatta, összehasonlította a város korabeli helyzetét más városok fejlettségi szintjével, és sok esetben meghatározta azt az utat, amit egy korabeli »modern« városnak fejlődése során végig kellett járni”.
Kun Miklós a következő években visszavonultan élt, de az 1848–49-es forradalom és szabadságharc idején újra közszereplést vállalt, a miskolci nemzetőrség hadnagyaként. A szabadságharc után ismét visszavonult birtokára, gazdálkodással, borászattal foglalkozott. Az utóbbi téren igen sikeres volt, az 1871. évi ipari kiállításon elismerést kaptak aszúborai.
Kun Miklós 1875-ben hunyt el Miskolcon, az avasi református temetőben temették el. Sírja a város védett síremlékei közé tartozik.

## Műve

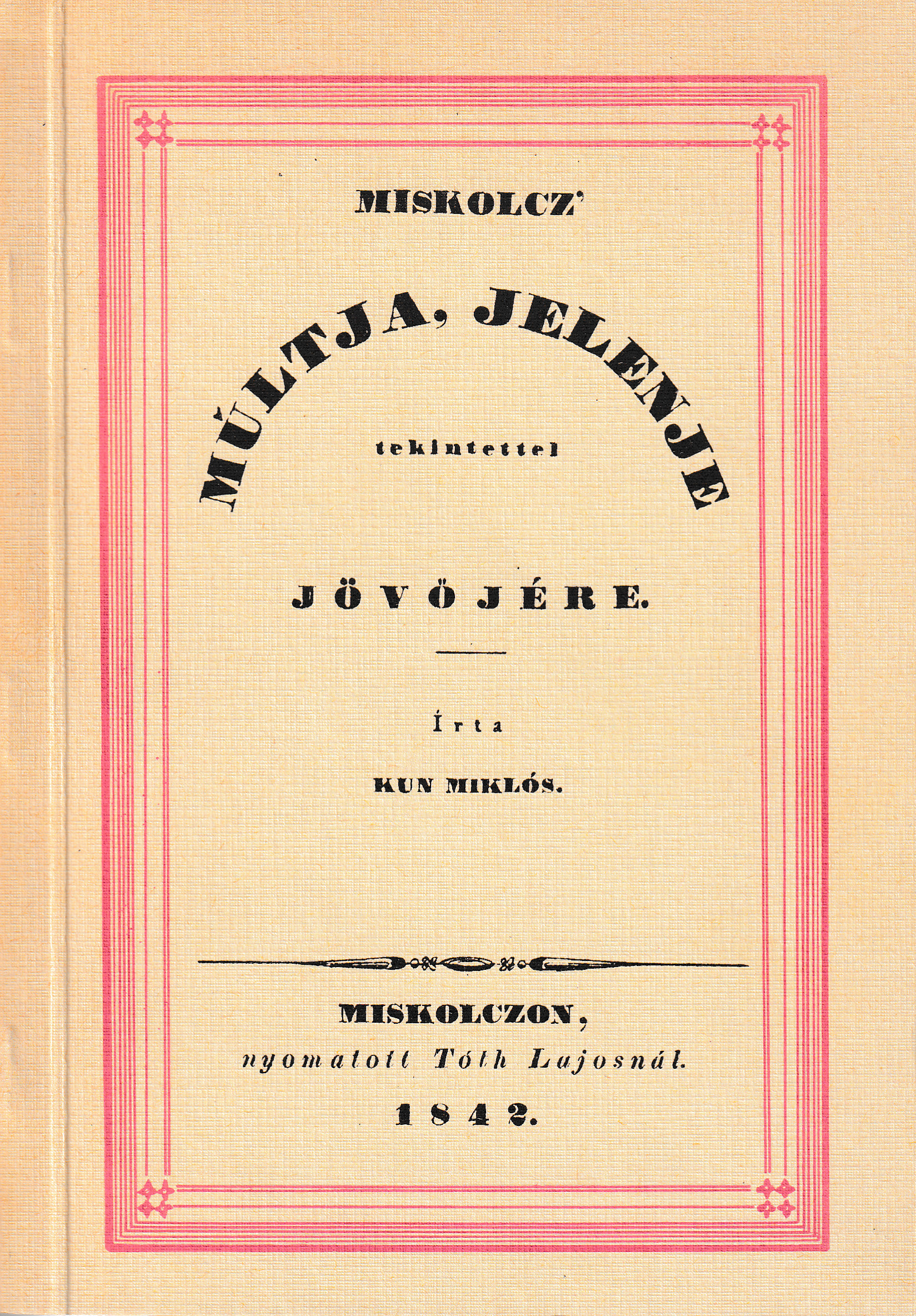
Kun Miklós könyvének címlapja

- Miskolcz' múltja 's jelenje tekintettel jövőjére. Miskolc, Tóth Lajos nyomdája, 1842